# Insoumise
Insoumise – księgarnia anarchistyczna i infoshop mieszczący się Montrealu w Kanadzie.

## Opis
Od końca lat 70. XX wieku pod adresem 2033 Saint-Laurent działała księgarnia Le Librairie Alternative. Stowarzyszenie non-profit (znane pod akronimem AEELI), które obecnie jest właścicielem księgarni Insoumise, zostało założone w 1982, a rok później kupiło budynek, dzięki czemu księgarnia mogła funkcjonować bez płacenia wysokich czynszów w centrum miasta. Francuska nazwa księgarni l'Insoumise oznacza „Niesubordynację”, uwłaczające przezwisko nadane Louise Michel przez władzę.
Insoumise znajduje się w centrum miasta przy Saint Laurent Boulevard. Otwarto ją w listopadzie 2004, kilka miesięcy po zamknięciu Le Librairie Alternative. Księgarnia specjalizuje się przede wszystkim w literaturze francusko- i anglojęzycznej na temat anarchizmu, ekologii, zielonego anarchizmu, prymitywizmu, pracy, przeciwdziałania represjom, studiów tubylczych, antropologii, historii, ekonomii, anarchistycznej fikcji, feminizmu, queer/LGBT, sztuki i beletrystyki, z perspektyw istotnych dla anarchizmu. Księgarnia jest samodzielnie zarządzana przez komitet księgarni (comité libraire) powołany przez organizację non-profit. Jest otwarta dla anarchistów lub anarchistycznych projektów dystrybucyjnych, poprzez ich delegatów. Od 2004 zdecydowana większość anarchistycznych dystrybutorów, pisarzy i projektów wydawniczych w Montrealu stała się aktywnymi członkami lub przesyłała materiały.
W tym samym budynku, w którym znajduje się księgarnia, znajduje się wypożyczalnia i czytelnia, DIRA, czyli Documentation, Information, Références et Archives.